# Копачівка (Хмельницький район)
Копачі́вка — село в Україні, у Волочиській міській громаді Хмельницького району Хмельницької області. Населення становило 639 осіб станом на 1 січня 2022 року.

## Історія
У 1906 році село Волочиської волості Старокостянтинівського повіту Волинської губернії. Відстань від повітового міста 87 верст, від волості 7. Дворів 134, мешканців 875
7 (20) листопада 1917 року, відповідно до Третього Універсалу Української Центральної Ради, увійшло до складу Української Народної Республіки.
12 червня 2020 року, відповідно до розпорядження Кабінету Міністрів України № 727-р «Про визначення адміністративних центрів та затвердження територій територіальних громад Хмельницької області», увійшло до складу Волочиської міської громади.
19 липня 2020 року, в результаті адміністративно-територіальної реформи та ліквідації Волочиського району, увійшло до складу новоутвореного Хмельницького району.
Колишній орган місцевого самоврядування — Копачівська сільська рада.

## Населення

### Мова
Розподіл населення за рідною мовою за даними перепису 2001 року:
| Мова       | Відсоток |
| ---------- | -------- |
| українська | 97,98%   |
| російська  | 1,8%     |

## Голодомор в Копачівці
За даними різних джерел в селі в 1932—1933 роках загинуло близько 25 чоловік. На сьогодні встановлено імена 19. Мартиролог укладений на підставі даних Книг актів реєстрації цивільного стану та поіменних списків жертв Голодомору 1932—1933 років, складених Копачівською сільською радою. Поіменні списки зберігаються в Державному архіві Хмельницької області.

## Символіка
Затверджена 12 червня 2018 р. рішенням № 7-39/2018 XXXIX сесії міської ради VII скликання. Автори — В. М. Напиткін, К. М. Богатов, О. Д. Вдовин, Валентина Миколаївна Горькова, Марія Іванівна Івасечко, Анатолій Михайлович Рак, Лариса Миколаївна Моха, Наталія Василівна Воронюк, Аліна Василівна Цебрій, учні Копачівської ЗОШ.

### Герб
В срібному щиті, мурованому рваним каменем, із зеленою облямівкою, червоні меч та ключ борідкою догори, покладені в косий хрест, поверх яких покладена червона лопата в стовп. Щит вписаний в декоративний картуш і увінчаний золотою сільською короною. Унизу картуша напис «КОПАЧІВКА».
Червоні ключ та меч — символи апостолів Петра і Павла; покладені на мурований срібний щит, вони означають кам'яну старовинну сільську церкву. Окрім того, мурований щит символізує також старовинну кам'яну садибу. Лопата — символ назви села (герб є напівпромовистим); зелена облямівка — багаті навколишні поля.

### Прапор
На квадратному жовтому полотнищі з зеленою облямівкою шириною в 1/12 від ширини прапора червоні меч та ключ борідкою догори, покладені діагонально навхрест, поверх яких вертикально покладена червона лопата.